# Forst (Baden)
Forst je njemačka općina u pokrajini Baden-Württemberg, u okrugu Karlsruhe. U Forstu živi oko 7500 stanovnika.

## Vanjske poveznice
- Službena stranica (njem.)